# Sint-Nicolaaskerk (Bad Kreuznach)
De Sint-Nicolaaskerk (Duits: St. Nikolauskirche) is een katholieke parochiekerk in het Duitse kuuroord Bad Kreuznach (Rijnland-Palts). Het godshuis betreft oorspronkelijk een kloosterkerk van de karmelieten.

## Geschiedenis
In 1260 begonnen de graven van Sponheim met de bouw van de Nicolaaskapel. Middels een aflaatbrief bedongen de aartsbisschop van Mainz en de bisschoppen van Speyer eveneens de hulp van de burgerij aan de bouw. Graaf Johan van Sponhein schonk in 1281 de kapel aan de orde van de Karmelieten. Na 1290 werd de kapel verbouwd tot de huidige Nicolaaskerk. De kerk werd conform de voorschriften van de architectuur van de bedelorden gebouwd.
In 1802 volgde de officiële opheffing van het klooster. De kloosterlingen verlieten in 1805 de gebouwen. Het bezit van de Karmelieten werd vervolgens verkocht en daarmee kwam er een einde aan een periode van 500 jaar aanwezigheid van Karmelieten in Bad Kreuznach.
Later in de 19e eeuw werd de afbraak van de kerk overwogen. Het Pruisische Ministerie van Cultuur weigerde echter toestemming voor de sloop te geven. In plaats van sloop vond in de jaren 1898-1904 een grondige renovatie plaats en werd er aan de kerk een toren toegevoegd.

## Orgel
Het orgel werd in 2003 door het orgelbouwbedrijf Oberlinger uit Windesheim gebouwd. Het sleeplade-instrument heeft 24 registers op twee manualen en pedaal, alsmede twee effectregisters. De speel- en registertracturen zijn mechanisch.